# Пардус африканський
Пантера плямиста африканська, або Пардус африканський (Panthera pardus pardus) — найвідоміший підвид пантери плямистої (пардуса), також це найпопулярніший підвид. Цей підвид пантери нерідко називають "африканський леопард".

## Зовнішній вигляд
Колір африканського пардуса змінюється по всій Африці. Залежно від місцеположення і місця існування, колір може змінитися від червонувато-коричневого до жовтого. Леопарди покриті плями, які є унікальними для кожної особини. Самці більші за самок.

## Живлення
У пардуса велике меню: від комах до великих ссавців. Можуть їсти і плазунів, і гризунів. Дуже сильні, можуть затягувати свою здобич на дерево. Нічні тварини, але, якщо голодні, можуть полювати і при сонячному світлі. Через недостатність ресурсів вони можуть полювати на худобу фермерів, через що люди починають полювати на них самі.
Можуть довго переслідувати здобич, вбивають способом задухи. Прижимають жертву до землі і занурюють свої могутні зуби в горло тварини. За їжу не борються, якщо прийде інший хижак, то відступають. Деяку кількість води отримають з їжі, але, звичайно, повинні пити воду.

## Ареал
Африканський пардус живе по всій Африці, від гористих лісів, до савани. Більш за все люблять жити в тропічних лісах, до того ж там їм безпечно від головного ворога — людини. Найнебезпечніше місце для них - в напівпустелях.